# 簇生紫柳珊瑚
簇生紫柳珊瑚（学名：Victorgorgia fasciculata）一种于西太平洋马里亚纳海沟附近的海山发现的刺胞动物，隶属于紫柳珊瑚科紫柳珊瑚属。

## 形态特征
分枝状群落，保存状态下的模式标本长约260毫米，宽约175毫米。活体时和新鲜采集的完整型标本中，水螅体和共肉组织呈深紫色，在乙醇保存下，水螅体为灰褐色，共肉组织为米色。

## 生境
发现于马里亚纳海沟附近的一座海山中，水深约为475米，温度约为7.2℃，盐度为36.5psu。附着在岩石底部，与蔓蛇尾（Euryalida）共生。